# Spreewaldsauce

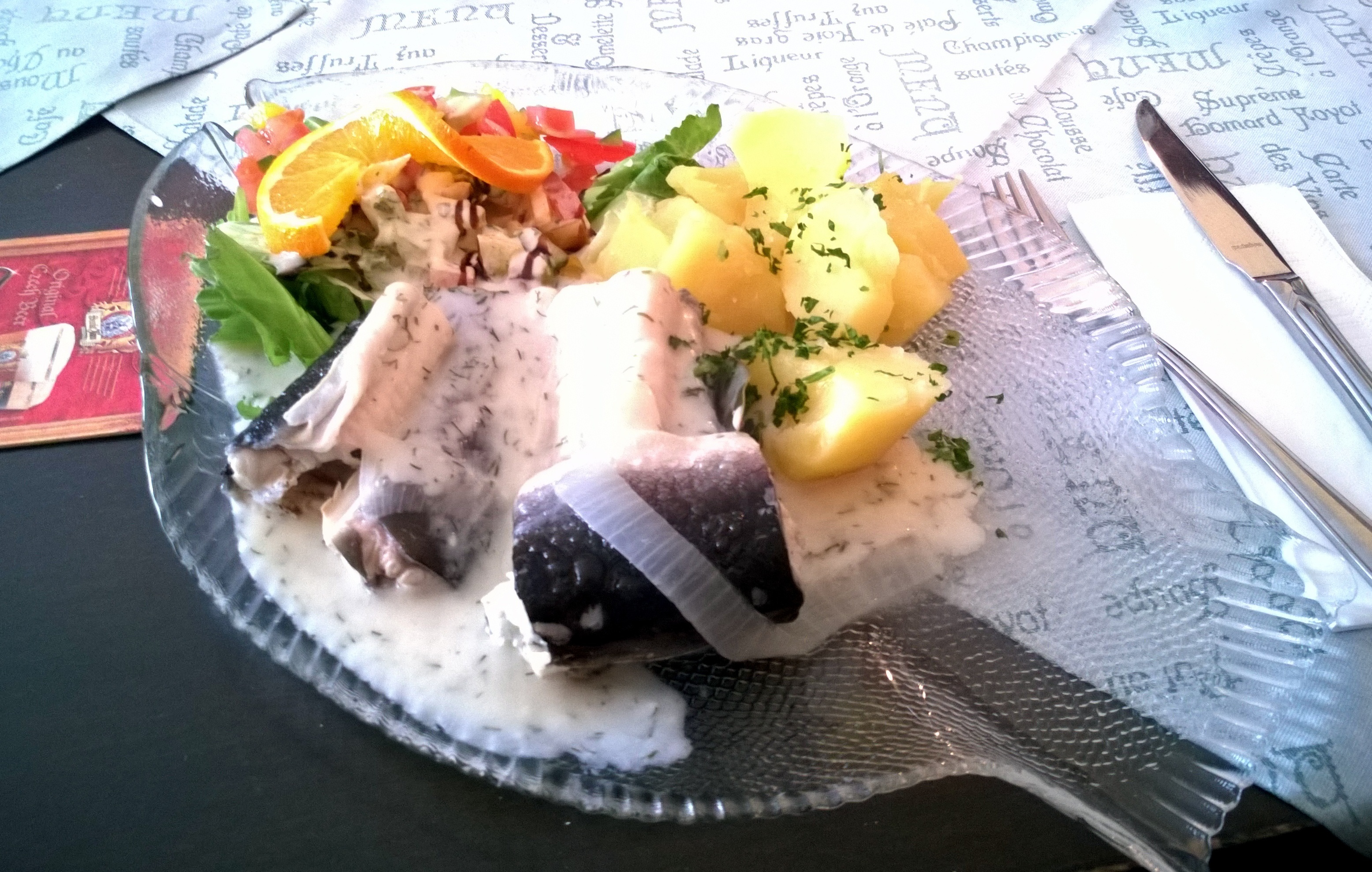
Aal grün mit Spreewaldsauce

Spreewaldsauce ist eine klassische gebundene Sauce der brandenburgischen und Berliner Küche. Sie wird vor allem zu gekochtem Fisch wie Aal (Aal grün), Hecht oder Zander gereicht. Auch wenn sie der französischen Béchamelsauce ähnelt, soll sie nicht auf die Hugenotten zurückgehen, sondern älteren, regionalen Ursprungs sein.
Zur Zubereitung wird aus der Fischbrühe und heller Mehlschwitze eine weiße Grundsauce hergestellt, die mit Butter, Sahne, Petersilie und Dill verfeinert wird. Je nach Rezept wird statt der Mehlschwitze in der Sahne verquirltes Mehl verwendet, noch helles Bier hinzugegeben, oder die Sauce zum Schluss mit Eigelb legiert.
Fontane schrieb zur Spreewaldsauce: „Das wäre kein Spreewaldsmahl, wenn kein Hecht auf dem Tisch stände, und das wäre kein Hecht, wenn ihn nicht die berühmte Spreewaldsauce begleitete, die mir wichtig genug erscheint, um hier das Rezept in seinen äußersten Umrissen folgen zu lassen. Das Geheimnis dieser Sauce ruht in der kurzen Formel: wenig Butter, aber viel Sahne.“